# 성난 화가
"성난 화가"는 2015년에 개봉한 대한민국 & 에스토니아의 합작 영화이다.

## 캐스팅
- 유준상 : 화가 역
- 문종원 : 드라이버 역
- 조하석 : 지배인 역
- 오성태 : 마리 남편 역
- 신유주 : 마리 역
- 불리니아 나탈리아 : 엘베 역
- 세르게이 : 러시안보스
- 알렉스 : 러시안갱 알라인 가니우 미군 역
- 마리아 세픽 : 크리스티 역
- 젯 아우스 : 크리스티 (목소리) 역
- 이승용 : 40대남자 역
- 윤동환 : 주방장 역
- 이설구 : 직장동료 1 역
- 정미남 : 직장동료 2 역
- 박건락 : 직장동료 3 역
- 아트로 : 중년남성 역
- 최교식 : 조선족 남편 역
- 김선혜 : 조선족 부인 역
- 이주희 : 조선족 여자 역
- 황호상 : 밀입국브로커 역
- 노응수 : 공장주인 역
- 홍상진 : 한국갱 1 역
- 이무녕 : 한국갱 2 역
- 장영진 : 한국갱 3 역
- 황효상 : 공장주인 2 역
- 이제관 : 강간범 역
- 고은정 : 강간피해녀 역
- 박효진 : 마리아기 역
- 이명옥 : 마리덤블링 역
- 이은호 : 아이들 1 역
- 이상구 : 아이들 2 역
- 황석하 : KCIS 남 역
- 최지영 : KCIS 여 역
- 박진형 : 필리핀남성역